# Hanen Dhouibi
Hanen Dhouibi, née le 21 janvier 1978, est une athlète tunisienne. 

## Biographie
Hanen Dhouibi est médaillée d'or de l'heptathlon et médaillée de bronze du saut en hauteur aux championnats panarabes juniors 1996 à Lattaquié.
Elle remporte la médaille d'or de l'heptathlon lors des Jeux panarabes de 1999 à Amman. Elle est médaillée de bronze du saut en hauteur aux championnats d'Afrique d'athlétisme 2002 à Radès.
Elle est sacrée championne de Tunisie du saut en longueur en 1999 et de l'heptathlon en 1996, 1998, 1999 et 2001.